# Liste der Bodendenkmäler in Neubrunn
Auf dieser Seite sind die Bodendenkmäler in dem unterfränkischen Markt Neubrunn zusammengestellt. Diese Tabelle ist eine Teilliste der Liste der Bodendenkmäler in Bayern. Grundlage ist die Bayerische Denkmalliste, die auf Basis des Bayerischen Denkmalschutzgesetzes vom 1. Oktober 1973 erstmals erstellt wurde und seither durch das Bayerische Landesamt für Denkmalpflege geführt wird. Die folgenden Angaben ersetzen nicht die rechtsverbindliche Auskunft der Denkmalschutzbehörde.

## Bodendenkmäler in Neubrunn

### Bodendenkmäler in der Gemarkung Böttigheim
| Lage                  | Objekt | Akten-Nr.     | Bild |
| --------------------- | --- | ------------- | ---- |
| Böttigheim (Standort) | Archäologische Befunde im Bereich der frühneuzeitlichen Katholischen Pfarrkirche Mariä Himmelfahrt von Böttigheim mit Körperbestattungen im ummauerten Kirchhof. | D-6-6223-0040 |      |
| Böttigheim (Standort) | Archäologische Befunde im Bereich der neuzeitlichen Fiederlingskapelle bei Böttigheim.                                                                           | D-6-6223-0046 |      |
| Böttigheim (Standort) | Archäologische Befunde im Bereich der neuzeitlichen Kapelle bei Böttigheim.                                                                                      | D-6-6223-0047 |      |
| Böttigheim (Standort) | Archäologische Befunde im Bereich der neuzeitlichen Kapelle an der Straße nach Werbach.                                                                          | D-6-6323-0001 |      |

### Bodendenkmäler in der Gemarkung Neubrunn
| Lage                | Objekt | Akten-Nr.     | Bild |
| ------------------- | --- | ------------- | ---- |
| Neubrunn (Standort) | Grabhügel vorgeschichtlicher Zeitstellung mit Bestattungen der Hallstattzeit.                                                                                            | D-6-6223-0021 |      |
| Neubrunn (Standort) | Siedlung vorgeschichtlicher Zeitstellung. | D-6-6223-0045 |      |
| Neubrunn (Standort) | Siedlung vorgeschichtlicher Zeitstellung sowie Wüstung des hohen Mittelalters.                                                                                           | D-6-6223-0050 |      |
| Neubrunn (Standort) | Reihengräber des frühen Mittelalters. | D-6-6224-0037 |      |
| Neubrunn (Standort) | Siedlung des frühen oder hohen Mittelalters. | D-6-6224-0038 |      |
| Neubrunn (Standort) | Siedlung der Urnenfelderzeit. | D-6-6224-0039 |      |
| Neubrunn (Standort) | Siedlung der Urnenfelderzeit. | D-6-6224-0087 |      |
| Neubrunn (Standort) | Archäologische Befunde im Bereich der mittelalterlichen und frühneuzeitlichen Katholischen Pfarrkirche St. Georg von Neubrunn.                                           | D-6-6224-0088 |      |
| Neubrunn (Standort) | Archäologische Befunde im Bereich des ehemaligen mittelalterlichen und frühneuzeitlichen Schlosses in Neubrunn mit untertägigen Teilen der Ringmauer sowie Grabenanlage. | D-6-6224-0089 |      |
| Neubrunn (Standort) | Mittelalterliche und frühneuzeitliche Befunde im Bereich der Altstadt von Neubrunn.                                                                                      | D-6-6224-0090 |      |
| Neubrunn (Standort) | Untertägige Teile der ehemalige spätmittelalterlichen Stadtbefestigung von Neubrunn.                                                                                     | D-6-6224-0091 |      |
| Neubrunn (Standort) | Kapellenwüstung der frühen Neuzeit. | D-6-6224-0092 |      |
| Neubrunn (Standort) | Siedlung vorgeschichtlicher Zeitstellung. | D-6-6224-0113 |      |
| Neubrunn (Standort) | Archäologische Befunde im Bereich der neuzeitlichen ehemalige Synagoge von Neubrunn.                                                                                     | D-6-6224-0114 |      |